# الغواصة الألمانية فئة يو إي 1
كانت الغواصة الألمانية فئة يو إي 1 عبارة عن غواصة أحادية البدن تعمل على المحيط تم بناؤها بواسطة شركتي إي جيه فولكان في هامبورغ وكونيغليش فيرفت دانزيغ. تم تجهيز هذا الطراز بمحركين بنزين بست أسطوانات 900 حصان (670 كـو) ليصل سرعتة على السطح من 9.6 عقدة (17.8 كم/س؛ 11.0 ميل/س) إلى 10.6 عقدة (19.6 كم/س؛ 12.2 ميل/س) . سلحت الغواصة بأنبوب طوربيد واحد، بالإضافة إلى واحد مدفع عيار، كان سلاحها الرئيسي الألغام وعددها 38 تطلق من اثنين من الأنابيب. كان طاقم القوارب مكونًا من أربعة ضباط و 28 رجلاً ل32 غواصة.
| قارب        | مصير                                                                       |
| ----------- | -------------------------------------------------------------------------- |
| غواصة يو-71 | استسلمت في 1919                                                            |
| غواصة يو-72 | أعطبت في 1 نوفمبر 1918 في كاتارو                                           |
| غواصة يو-73 | أعطبت في 30 أكتوبر 1918 قبالة بولا                                         |
| غواصة يو-74 | أغرقت في 27 مايو 1916 في بحر الشمال                                        |
| غواصة يو-75 | أغرقت في 13 ديسمبر 1917 في بحر الشمال                                      |
| غواصة يو-76 | أغرقت 27 يناير 1917 في المحيط المتجمد الشمالي                              |
| غواصة يو-77 | فقدت بعد 5 يوليو 1916 في بحر الشمال                                        |
| غواصة يو-78 | غرقت في 28 أكتوبر 1918 في بحر الشمال                                       |
| غواصة يو-79 | استسلم في نوفمبر 1918، أصبح الغواصة الفرنسية ' فيكتور Reveille، ألغيت 1935 |
| غواصة يو-80 | استسلم في يناير 1919، ألغيت                                                |

### اقتباسات
1. ↑  "معلومات عن الغواصة الألمانية فئة يو إي 1 على موقع babelnet.org". babelnet.org. مؤرشف من الأصل في 2020-10-26.

### قائمة المراجع
- Gröner، Erich؛ Jung، Dieter؛ Maass، Martin (1991). U-boats and Mine Warfare Vessels. London: Conway Maritime Press. ج. 2. ISBN:0-85177-593-4. {{استشهاد بكتاب}}: |عمل= تُجوهل (مساعدة)